# Винниковский сельсовет (Курская область)
Виннико́вский сельсовет — муниципальное образование со статусом сельского поселения в Курском районе Курской области Российской Федерации.
Административный центр — село 1-е Винниково.

## История
Статус и границы сельсовета установлены Законом Курской области от 21 октября 2004 года № 48-ЗКО «О муниципальных образованиях Курской области».

## Население
| 2002  | 2010  | 2012  | 2013  | 2014  | 2015  | 2016  |
| ----- | ----- | ----- | ----- | ----- | ----- | ----- |
| 1367  | ↘1251 | ↘1202 | ↘1173 | ↗1296 | ↘1256 | ↘1229 |
| 2017  | 2018  | 2019  | 2020  | 2021  |       |       |
| ↗1234 | ↗1258 | ↗1259 | ↗1263 | ↘1195 |       |       |

## Состав сельского поселения
| № | Населённый пункт     | Тип населённого пункта       | Население |
| - | -------------------- | ---------------------------- | --------- |
| 1 | 1-е Винниково        | село, административный центр | ↘223      |
| 2 | 2-е Винниково        | село                         | ↘57       |
| 3 | Винниково-Николаевка | село                         | ↘55       |
| 4 | Водяное              | деревня                      | ↘64       |
| 5 | Каменево             | деревня                      | ↘43       |
| 6 | Липовец              | посёлок                      | ↘177      |
| 7 | Малиновый            | посёлок                      | ↘263      |
| 8 | Отрешково            | село                         | ↘295      |
| 9 | Постоялые Дворы      | деревня                      | ↘74       |